# 美術東二路
美術東二路（Meishu E.2nd Rd.）為高雄市鼓山區的南北向道路，是高雄市立美術館周遭的「美術」路群之一。北起於美明路口，南於同盟三路口銜接美都路、並可通往中庸街及成功路。是美術館特區的重要幹道。

## 得名
本道路位於高雄市立美術館的東邊，因此採用「東」字。此外，本道路為由美術館往東所遇的第一條道路，再加上本道路為南北向，因此採用最小的正偶數數字「二」作為其編號，得名「美術東二路」。

## 行經行政區域
- 鼓山區

## 沿線設施
（由北至南）
- H₂O Hotel Bakery
- Lin coffee 麟咖啡美術皇居店
- 嵜本高級生吐司專門店SAKImoto Bakery 高雄美術館旗艦店
- 101文具天堂 美術東店
- 台灣席夢思品牌概念館高雄旗艦店
- 酷多思咖啡美術店
- 7-ELEVEN高美門市
- 生安婦產小兒科醫院
- 家樂福超市高雄美術東店
- 黑浮咖啡高美店
- 美術館東二停車場
- 麥當勞高雄美術東二店
- 高雄凱悅酒店（興建中）
- 內惟埤文化園區
  - 高雄市立美術館
- 秀拉兒童遊戲場（鉛筆公園）
- 高雄市立七賢國民中學
- 高雄市鼓山區中山國民小學
- 高雄市私立中華藝術學校
- 皮克尼克公園
- 7-ELEVEN美藝門市
- 爭鮮迴轉壽司美術店
- 新高橋藥局美東二店
- 方師傅點心坊美術館店
- 莎士比亞烘焙坊美術館店
- 摩斯漢堡高雄美術東店
- 寶雅高雄美術東店
- 馬諦斯兒童遊戲場
- 星巴克美術願景門市
- 康是美美景門市
- 7-ELEVEN人田門市
- 卡啡那咖啡美術館店
- 肯德基高雄青海餐廳
- 愛河願景橋

## 公共自行車
- 高雄市公共自行車租賃系統：
  - 美術東二美術北三路口：美術東二路470號前人行道
  - 美術東二明誠路口(西南側)：美術東二路/明誠四路口(西南側人行道)
  - 皮克尼克公園：美術東二路103號(東北側人行道)
  - 青海美術東二路口(西北側)：青海路/美術東二路口(西北側人行道)

## 相關連結
- 高雄市主要道路列表